# Euphorbia epithymoides
Euphorbe dorée, Euphorbe multicolore, Euphorbe faux thym, Euphorbe polychrome
Espèce
Euphorbia epithymoides, l’Euphorbe dorée, Euphorbe multicolore, Euphorbe faux thym ou Euphorbe polychrome, est une espèce de plantes à fleurs de la famille des Euphorbiaceae, originaire d'Europe et de Libye, cultivée comme plante ornementale.

## Description

### Appareil végétatif
C'est une plante herbacée vivace à feuilles caduques, poussant en touffe de tiges érigées et robustes produisant une sève laiteuse. Les feuilles sont vertes duveteuses, devenant rouges à l'automne.

### Appareil reproducteur

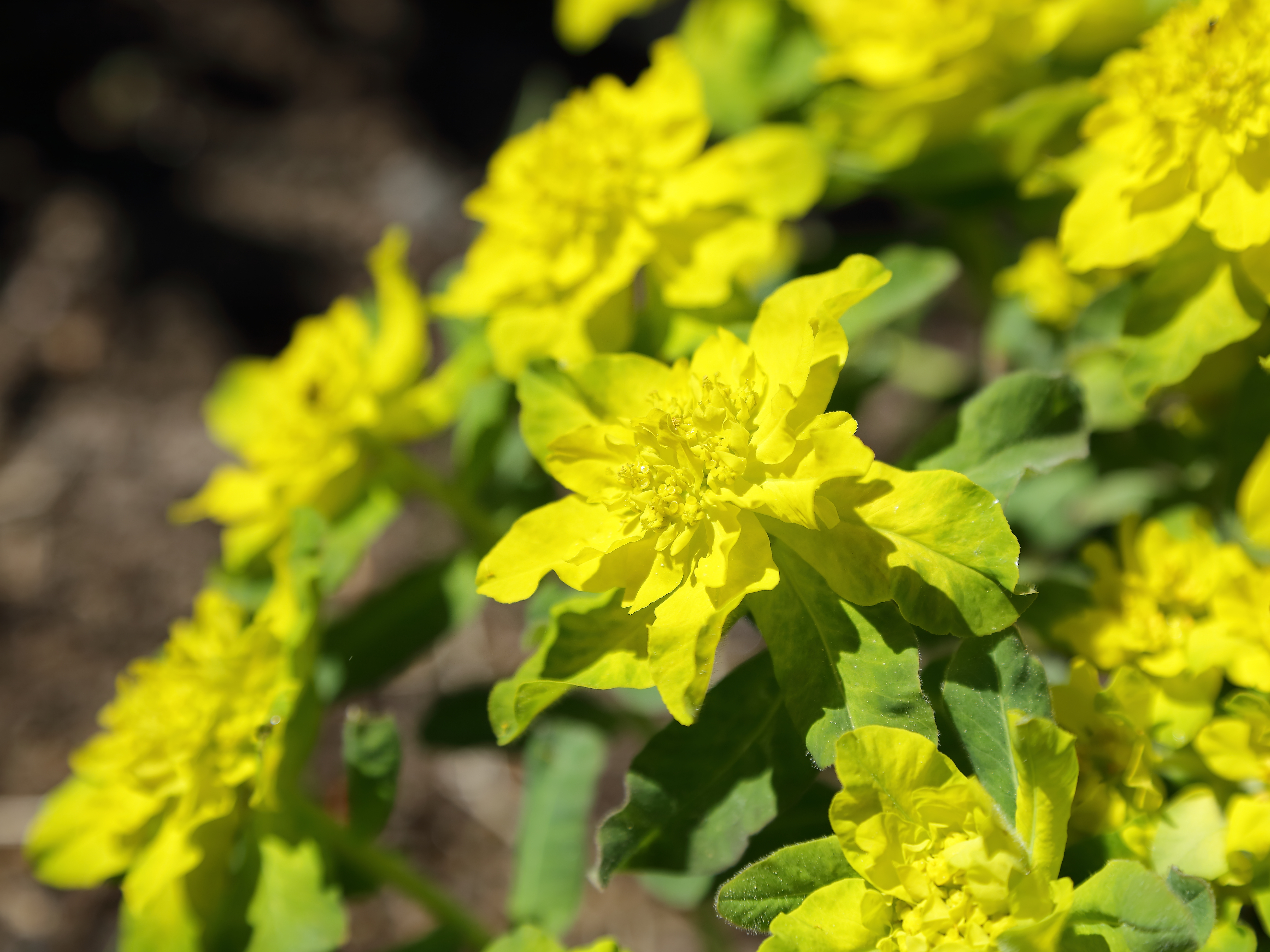
Fleurs.

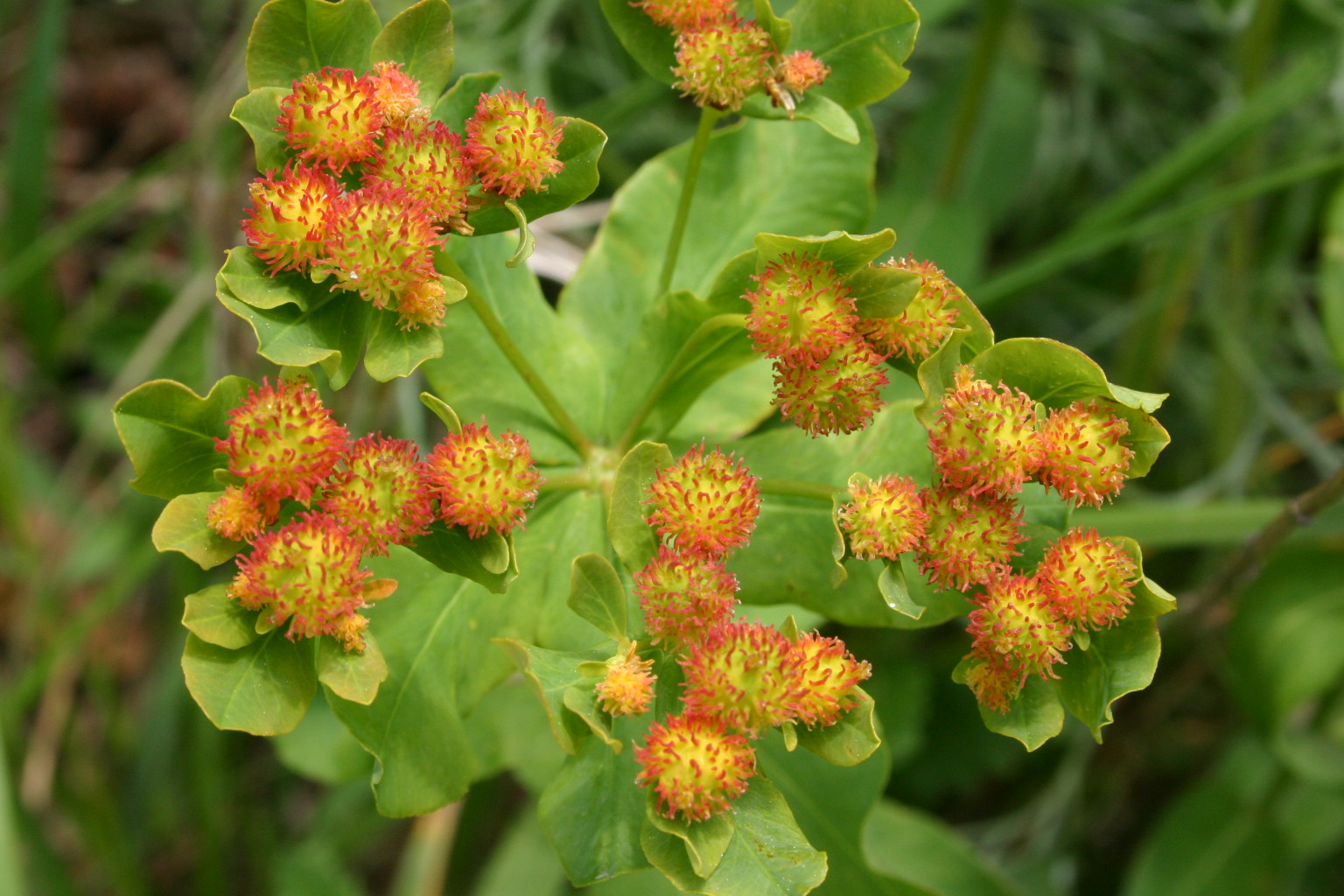
Fruits.

Les fleurs sont jaunes et vertes, disposées en cymes. Les fleurs vertes sont insignifiantes car elles n'ont ni pétales ni sépales. Cependant, elles sont entourées de bractées jaune vif d'avril à juin en grappes terminales. La floraison a lieu au printemps.

## Répartition

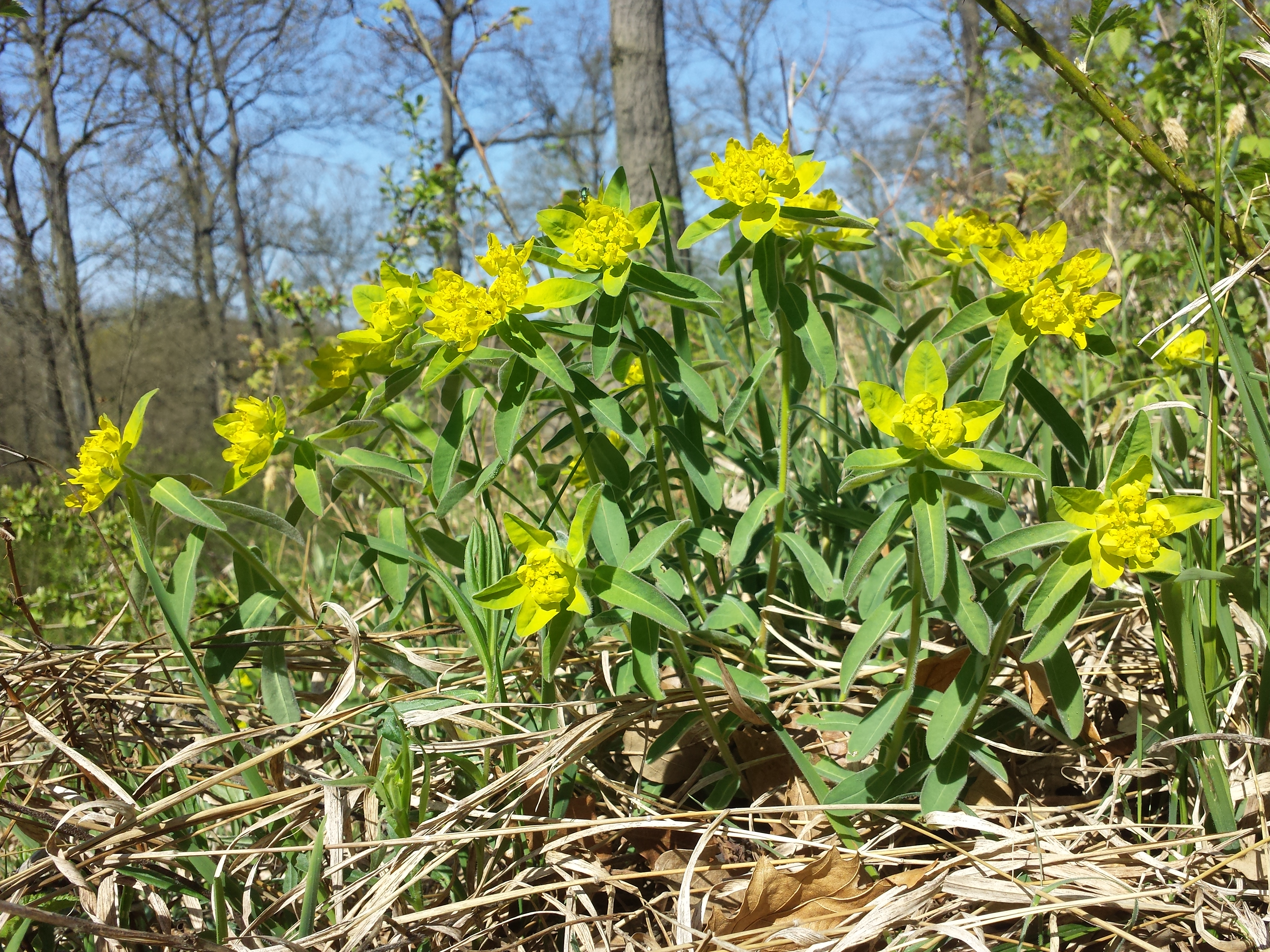
En sous-bois, en Autriche.

L'espèce est originaire d'Europe centrale et de l'est (Albanie, Autriche, Bulgarie, Allemagne, Grèce, Hongrie, Italie, Crète, Pays-Bas, Roumanie, Turquie, Ukraine, ex-Yougoslavie) et de Libye. Elle est introduite dans de nombreux pays pour l'ornement, et s'est naturalisée en Tchécoslovaquie, en Finlande, en Suède et dans les états américains de New York et du Vermont.

## Systématique

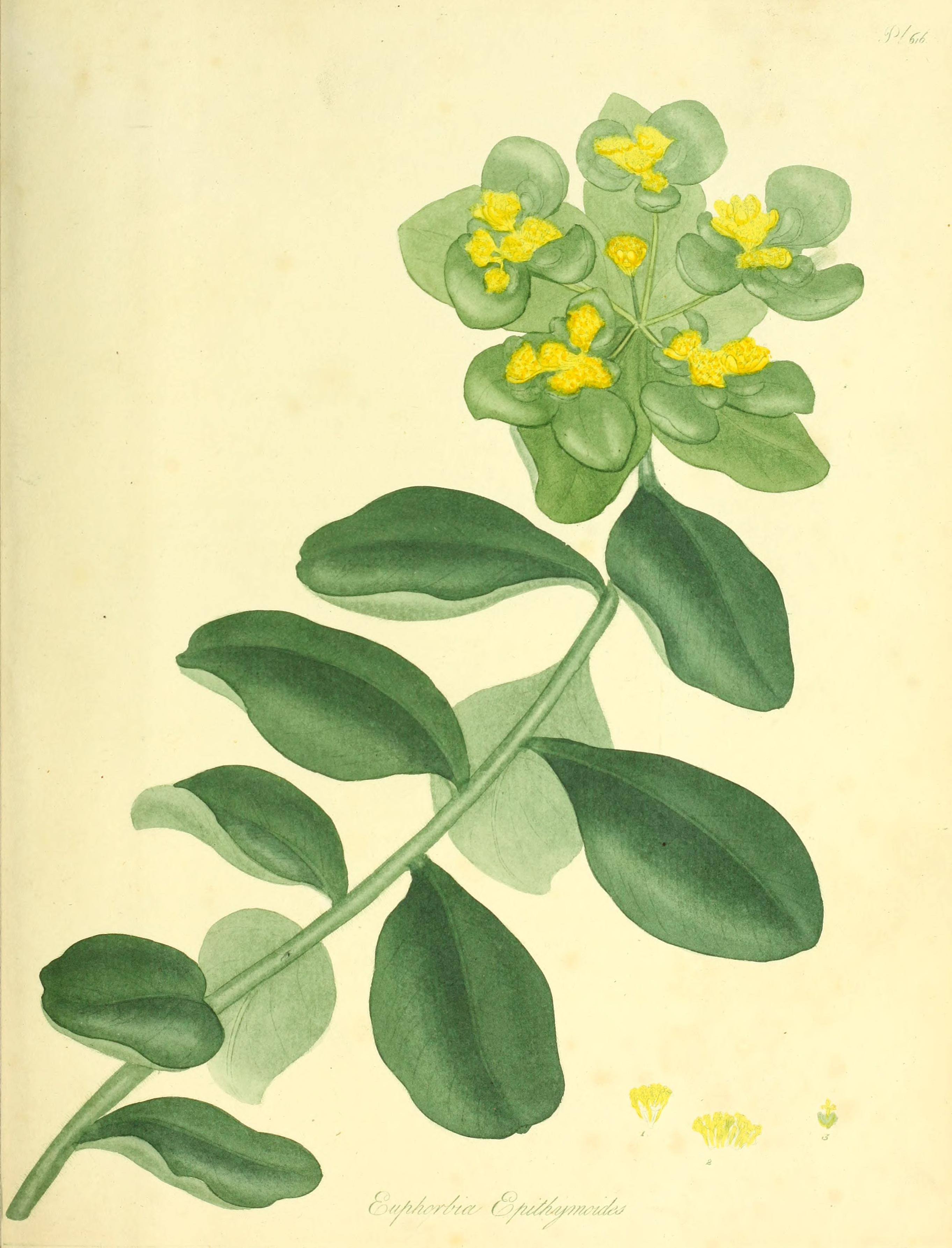
Illustration botanique, tirée de The botanist's repository.

Ce taxon porte en français les noms vernaculaires ou normalisés « Euphorbe dorée, », « Euphorbe polychrome, », « Euphorbe multicolore » et « Euphorbe faux thym ».
L'espèce est décrite en 1762 sous son nom correct Euphorbia epithymoides par le naturaliste suédois Carl von Linné, dans son ouvrage Species Plantarum. Le nom Euphorbia polychroma (dont dérivent les noms vulgaires « Euphorbe polychrome » et « Euphorbe multicolore ») est placé en synonymie en 2009.
Euphorbia epithymoides a pour synonymes :
- Euphorbia epithymoides f. glabrescens Rostanski
- Euphorbia epithymoides subsp. lingulata (Heuff.) Nyman
- Euphorbia fragifera Schur
- Euphorbia jacquinii Fenzl ex Boiss.
- Euphorbia lingulata Heuff.
- Euphorbia microsperma (Murb.) K.Malý
- Euphorbia polychroma A.Kern.
- Euphorbia polychroma subsp. lingulata (Heuff.) Soó
- Euphorbia polychroma subsp. microsperma (Murb.) Beck
- Euphorbia villosa Friv. ex Boiss.
- Galarhoeus epithymoides (L.) Haw.
- Pythius epithymoides (L.) Raf.
- Tithymalus epithymoides (L.) Klotzsch & Garcke
- Tithymalus epithymoides var. microspermus (Murb.) Soják
- Tithymalus fragifer Klotzsch & Garcke
- Tithymalus jacquinii (Fenzl ex Boiss.) Soják
- Tithymalus lingulatus (Heuff.) Soják

## Plante ornementale

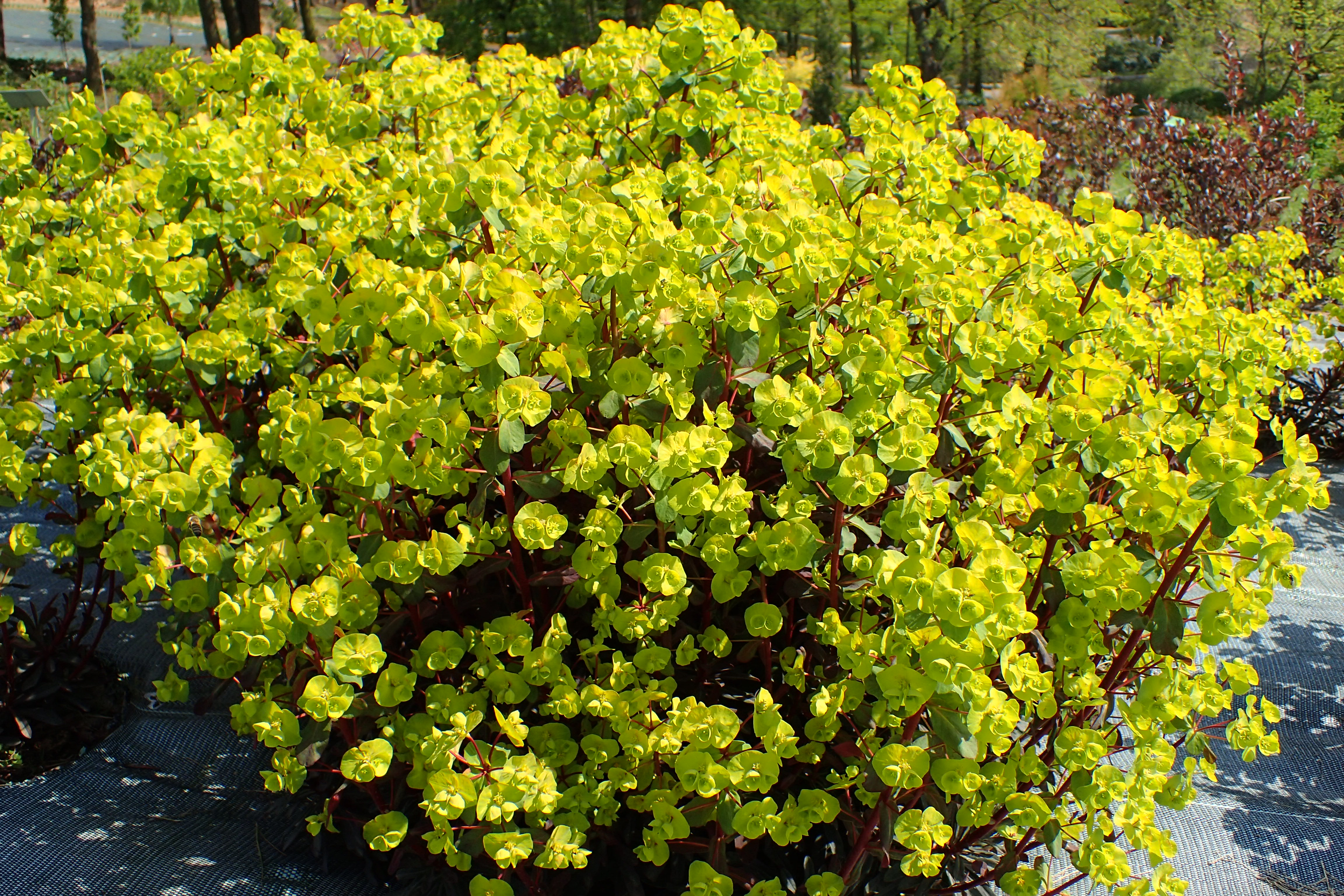
Euphorbia epithymoides 'Purpurea'.
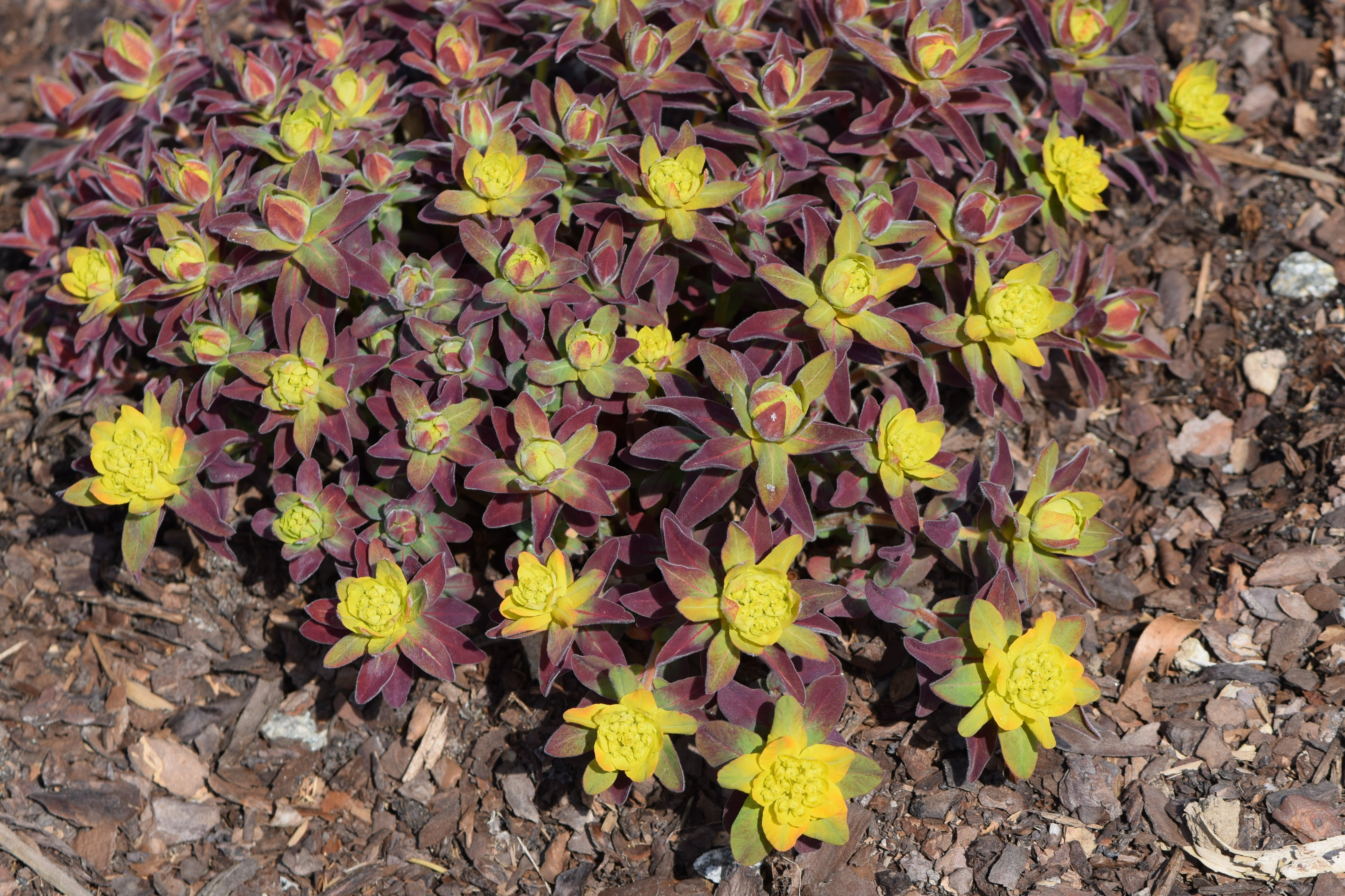
Euphorbia epithymoides 'Bonfire'.
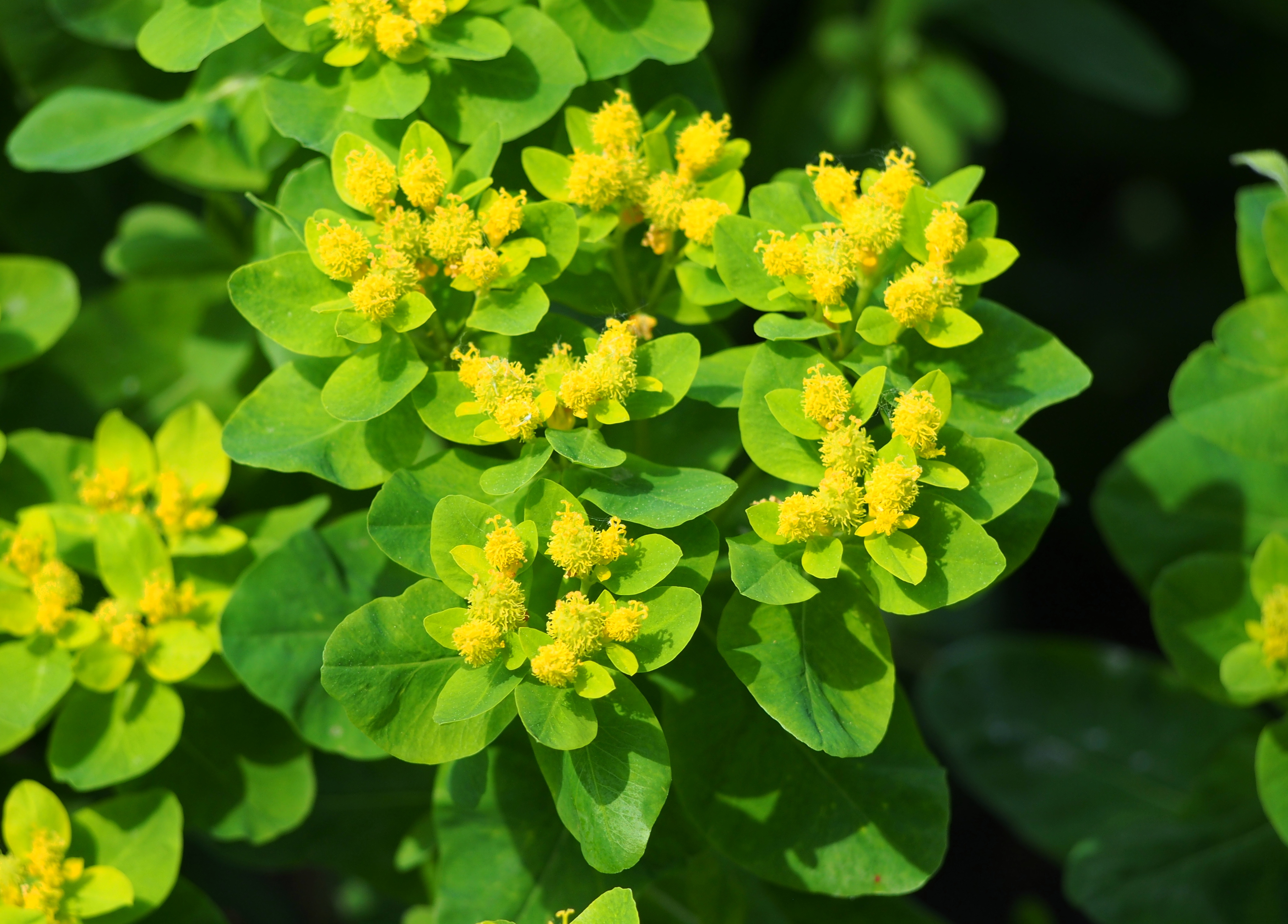
Euphorbia epithymoides 'Lacy'.

L'Euphorbe dorée est cultivée comme plante ornementale. Il existe plusieurs cultivars. Elle est généralement utilisée comme plante couvre-sol. Elle pousse bien au soleil ou à l'ombre légère et préfère un sol sablonneux ou graveleux meuble, sec, à texture légère et bien drainé. Elle est tolérante à la sécheresse. Trop d'ombre peut faire que la plante s'étire et perd la forme de coussin pour laquelle elle est connue. La plante s'autoféconde, il est donc recommandé de couper les fleurs fanées. La sève laiteuse est toxique pour la peau et les yeux. Il est donc conseillé de porter des gants et des lunettes de protection lors de la manipulation de cette plante. Il n'y a pas de maladie ou ravageur sérieux connus.

## Toxicité
La plante est faiblement toxique. La sève laiteuse peut irriter la peau ou les plaies ouvertes et peut provoquer des nausées ou des vomissements si d'autres parties de la plante sont consommées. La toxicité est due aux esters diterpéniques dans le latex laiteux. Toutes les parties sont vénéneuses.